# وحید افکاری
وحید افکاری سنگری (زادهٔ ۳۱ خرداد ۱۳۶۴) گچ‌کار و زندانی اعتراضات مرداد ۱۳۹۷ در ایران است. دستگاه قضایی جمهوری اسلامی می‌گوید او هم‌زمان با اعتراضات در شیراز مرتکب معاونت در قتل یک مأمور امنیتی شده‌است. برادرانش، نوید افکاری در همین ارتباط شهریور ۱۳۹۹ اعدام شد، و حبیب افکاری به سه سال حبس تعزیری محکوم شد.

## بازداشت
۲۶ شهریورماه ۱۳۹۷، یکماه پس از مرگ یک نیروی امنیتی در جریان اعتراضات مردادماه در شیراز، نوید افکاری و وحید افکاری با اتهام «قتل» این نیروی امنیتی بازداشت شدند؛ اتهامی که از سوی این دو برادر تکذیب شد. وحید و نوید افکاری پس از بازداشت به اداره آگاهی شیراز منتقل شدند و تحت شکنجه قرار گرفتند.
وحید افکاری، متهم ردیف دوم این پرونده، دو مرتبه در زمان بازجویی دست به خودکشی زد.

### انتقال به بازداشتگاه پلاک ۱۰۰
۵ آذرماه ۱۳۹۷ وحید افکاری از اداره آگاهی شیراز به بازداشتگاه وزارت اطلاعات (پلاک ۱۰۰) منتقل شد.
یک منبع نزدیک به خانواده افکاری از شکنجه‌های وحید افکاری و دو برادر دیگر در بازداشتگاه وزارت اطلاعات اطلاع‌رسانی کرده‌است. به گفتهٔ او نوید، وحید و حبیب افکاری روزهای طولانی تحت فشار اداره آگاهی علیه خود «اعتراف» نکردند، اما در پلاک ۱۰۰ ماجرا به کلی تغییر کرد و چیزهایی که از اداره اطلاعات شیراز تعریف کردند دهشتناک است. در اداره آگاهی تهدید و کتک بود، کشیدن پلاستیک [روی] سرشان یا زدن یکی جلوی دیگری یا تهدید به قتل آن دیگری اما این حرف‌ها در مقابل آنچه در اداره اطلاعات گذشته‌است، معمولی‌اند. در اداره اطلاعات بازی روانی می‌کنند. حبیب را که بسیار به نوید وابسته بوده، تهدید کرده بودند که اگر اعتراف نکنی، نوید را می‌کشیم. یا نوید را تهدید می‌کردند که وحید را می‌کشیم. با استفاده از هر کدام دیگری را تحت فشار می‌گذاشتند. گفته بودند می‌دانید اگر پای خواهر و مادرتان کشیده شود این‌جا چه بر سرشان خواهد آمد؟ یا فلانی و فلانی را می‌شناسید؟ و اسم «کاووس سیدامامی» را برده بودند که در زندان کشته شده بود و گفته بودند ما او را با آن همه شهرتش کشتیم و آب از آب تکان نخورد، شما که عددی نیستید.»

### انتقال به زندان عادل‌آباد
۱۸ بهمن‌ماه ۱۳۹۷ پس از گذراندن دوره بازجویی طولانی مدت وحید افکاری و برادرانش به زندان مرکزی شیراز، عادل‌آباد منتقل شدند.

## دادگاه و احکام صادره

### دادگاه کیفری دو
یکسال بعد در مردادماه ۱۳۹۸ شعبه ۱۱۶ دادگاه عمومی ۲ شیراز، به ریاست قاضی احمد برومندی، وحید افکاری و سه متهم دیگر پرونده را به زندان و شلاق در رابطه با پرونده ضرب و شتم چند نیروی بسیج در شیراز کرد.
نوید افکاری و وحید افکاری، به ترتیب برای اتهام «تمرد از دستور مأموران و منتهی به ضرب و جرح» به سه سال، برای «توهین به مأموران» به شش ماه و برای اتهام «اخلال در نظم عمومی» به یک سال حبس تعزیری و ۷۴ ضربه شلاق محکوم شده‌اند. قاضی برومندی، حبیب افکاری را بابت اتهام «اجتماع و تبانی به قصد اقدام علیه امنیت ملی» به هفت سال و شش ماه، بابت اتهامات «تمرد از اوامر پلیس» و «ضرب و جرح عمدی با چاقو» به «چهار سال و شش ماه» و «دو سال و شش ماه» و به سبب اتهامات «توهین به مأموران» و «اخلال در نظم عمومی» به ترتیب به ۹ ماه و یک سال حبس تعزیری و همچنین ۷۴ ضربه شلاق محکوم کرده‌است. سعید ارجمند دشتکی، متهم چهارم این پرونده نیز، بابت اتهام «تمرد از اوامر پلیس» به چهار سال و شش ماه، برای اتهام «ضرب و جرح عمدی با شی برنده» به دو سال و شش ماه، بابت اتهام «توهین به مأموران» به ۹ ماه و به سبب اتهام «اخلال در نظم عمومی» به یک سال حبس تعزیری و ۷۴ ضربه شلاق محکوم شده‌است.

### دادگاه کیفری یک
مهرماه سال ۱۳۹۷ شعبه اول دادگاه عمومی ۱ فارس با ریاست مهرداد تهمتن و وحید اسدی؛ وحید افکاری را از با اتهام «معاونت در قتل» به ۲۵ سال حبس تعزیری محکوم کرد. نوید افکاری هم بابت اتهام «قتل» یک نیروی امنیتی به اعدام محکوم شد.
«شهادت شاهدان، حضور متهمان در محل وقوع جرم، اعتراف، تغییر رنگ موتور پس از وقوع قتل، تشخیص هویت از طریق دوربین مداربسته و ردیابی خطوط تلفن همراه»، از جمله مواردی که دادگاه با «استناد» به آن، ارتکاب جرم از سوی برادران افکاری را اثبات شده دانسته اعترافات صریح متهمان اشاره شده در صورتی که متهمان تأکید داشتند: «دادگاه بدون ادله حکم ما را صادر کرده و نزد قاضی اعتراف نکرده‌ایم.»
وحید افکاری و دیگر متهمان تأکید داشتند که در ایام بازجویی، تحت شکنجه اعتراف کرده بودند.

### تأیید احکام در دیوان عالی کشور
خردادماه سال ۱۳۹۹، شعبه ۳۹ دیوان عالی کشور با رای محمود حاتمی و محمدعلی قاصدی، حکم اعدام نوید افکاری و ۲۵ سال حبس تعزیری وحید افکاری را عیناً تأیید کرد.

### دادگاه انقلاب شیراز
دو سال بعد از بازداشت، شعبه اول دادگاه انقلاب شیراز به ریاست محمود ساداتی، مجدداً حکم اعدام و زندان برای متهمان این پرونده را صادر کرد. بر اساس حکم صادره، نوید افکاری به سبب اتهام محاربه به اعدام و بابت اتهام اهانت به رهبری به دو سال زندان، وحید افکاری را نیز بابت اتهام معاونت در محاربه به ۲۵ سال و برای اتهام اهانت به رهبری به دو سال زندان محکوم کرد. حبیب افکاری نیز بابت اتهام «عضویت در گروه‌های مخالف نظام» به پنج سال، برای اتهام «توهین به رهبری» به دو سال و بابت اتهام «تبلیغ علیه نظام» به یک سال حبس تعزیری محکوم شد.

## انتشار فایل صوتی از زندان
نوید و وحید افکاری، در ۱۰ شهریور ۱۳۹۹ در دو فایل صوتی از زندان عادل‌آباد، با رد اتهامات خود و تأکید بر اینکه اقرار آنها تحت شکنجه بوده، ابعاد بیشتری از روند قضایی‌شان را توضیح داده و از وکلا درخواست کمک کرده‌اند.
همچنین فایل صوتی از جلسه دادگاه آنها منتشر شد.

### تکذیب شکنجه خانواده افکاری
قوه قضائیه صحبت‌های مطرح شدهٔ وحید و نوید افکاری در فایل‌های صوتی را تکذیب کرد و گفت شکنجه نشده‌اند و براداران افکاری را شرور خواند.
قوه قضائیه در اطلاعیه خود از وجود فیلم صحنه قتل نیروی امنیتی در شیراز خبر داد که یک روز بعد حسن یونسی، وکیل نوید و وحید افکاری گفت: «بر خلاف ادعای رسانه‌های داخلی، هیچ‌گونه فیلمی مبنی بر نقش داشتن متهمان در قتل متوفی، موجود نیست.» او همچنین افزود نوید و وحید در دادگاه اعلام کردند که اقاریرشان تحت فشارهای روانی و جسمی بوده‌است.

### واکنش آمریکا به شکنجه براداران افکاری
آمریکا از صدور حکم اعدام برای نوید افکاری خشمگین است، رژیم ایران، علاوه بر نوید افکاری، دو برادر او را شکنجه کرده‌است.

### انتقال به سلول‌های انفرادی
۱۵ شهریور ۱۳۹۹ نوید، وحید و حبیب افکاری، با هدف وادار کردن آنها به اعتراف اجباری همراه با ضرب و شتم به سلول‌های انفرادی ۲، ۳ و ۴ زندان عادل‌آباد منتقل شدند.
منابعی در خانواده، بعداً روایت وحید افکاری از آن چند روز را برای بی‌بی‌سی فارسی فرستاد: "صبح شنبه که شنیدم نوید را بردند، رفتم تو کریدور مرکزی و نوید را صدا می‌زدم. می‌گفتم کاکو (داداش) نوید، کجا بردنت؟ و از مسئولان زندان می‌پرسیدم کجا بردیدش؟"
وحید به خانواده گفته‌است: «حبیب که از بندش داشت می‌رفت سمت سالن ملاقات هم صدای من را شنید. در همین لحظه یکی از مسئولان زندان تماس گرفت که گارد زندان بیاد. خادم‌الحسینی [از مأموران زندان] همراه بیشتر از ۲۰ نفر آمدند و بدون اینکه حرفی بزنند یا ما چیزی بگوییم، شروع کردند به کتک زدن من و حبیب.»
وحید افکاری گفته‌است که دوربین زندان صحنه‌ها را «ضبط» کرده‌است. وی گفته‌است: «خیلی زدند. به قصد کشتن می‌زدند. حبیب را خیلی بیشتر از من زدند و در خلال این کتک زدن‌ها دائم فحش‌های بد می‌دادند.» او افزود که نگهبانان زندان سپس به آنها «دستبند و پابند» زدند و آنها را به «زیرزمین» و به «انفرادی» منتقل کردند.

### ادعای انتقال به زندانی در تهران
مأموران زندان به برادران افکاری گفتند: به دلیل این‌که فردا عازم تهران هستید، اگر می‌خواهید به مادرتان بگویید به ملاقات بیاید. به گفته وحید افکاری، هر سه برادر جهت حفظ رفاه مادر خود در ساعات پایانی شب، به تماس تلفنی با اعضای خانواده اکتفا کردند.

## اعدام نوید و روایت وحید افکاری از صبح اعدام
وحید افکاری در روایت خود از آن شب به بستگانش گفته‌است که نیمه شب ۲۲ شهریور مأموران زندان آمدند و گفتند که «وقت رفتن به تهران است. اول نوید را بردند و من منتظر بودم که ما را هم ببرند، حبیب گفت صدای کتک زدن و درگیری می‌آید که ناگهان من صدای کشیده شدن سکوی صفحه اعدام را شنیدم … و کمی بعد مأموران آمدند و گفتند تسلیت می‌گوییم، نوید اعدام شد.»

## نگهداری در سلول انفرادی
از ۱۵ شهریور سال ۱۳۹۹ وحید و حبیب افکاری به سلول‌های انفرادی منتقل شدند و بارها خانواده آنها با ارسال نامه به مقامات قضایی جمهوری اسلامی خواستار رسیدگی به شرایط آن شدند اما پاسخی دریافت نکردند.
سعید افکاری، برادر آنها اسفند ۱۳۹۹ در توییتی نوشت با وجود گذشت ۶ ماه نگهداری در انفرادی و همچین سه روز از تاریخ اعلام‌شده دادستان شیراز برای انتقال به بند عمومی هنوز در زندان انفرادی به سر برده و از درمان محروم هستند.
آبان ۱۴۰۰ پوریا نوری در توییتر خود نوشت، شکوفه یداللهی، مادر کسری نوری، در سالن ملاقات بهیه نامجو، مادر حبیب و وحید افکاری، را دیده‌است که به ملاقات فرزندان خود که همچنان در انفرادی به‌سر می‌برند می‌رود، او افزوده بود: برادران افکاری همیشه پس از اتمام ملاقات تمامی زندانیان به کابین ملاقات آورده می‌شوند تا تنها حاضران سالن ملاقات زندان، خانواده افکاری باشد.

### اعتصاب ملاقات
بهمن ۱۳۹۹ سعید افکاری در توییتی نوشت برادرانم، وحید و حبیب افکاری به دلیل ۵ماه نگه داشتن غیرقانونی آنها در انفرادی و ضرب و شتم فراوان، تا زمان برگشتن به بند عمومی اعتصاب ملاقات کرده‌اند.

### ضرب و شتم در انفرادی
چهاردهم فروردین ۱۴۰۱، سعید افکاری، برادر وحید افکاری، از ضرب و شتم وحید در پی اعتراض او به انتقال زندانی‌ای که در سلول هم‌جوارش محبوس بود، خبر داد. به گفتهٔ سعید افکاری، مأموران در این حمله دست وحید را شکانده‌اند. خانوادهٔ افکاری طی ملاقات با وحید و مشاهدهٔ وضعیت وی دست به اعتراض زده و در پاسخ، از سمت مأموران به سوی سعید و حبیب افکاری تیراندازی شد.

## واکنش‌های بین‌المللی
روز دوشنبه ۱۷ خرداد ۱۴۰۰ عفو بین‌الملل خواهان فشار جهانی بر مقامات جمهوری اسلامی برای آزادی حبیب و وحید افکاری شد و اعلام کرد که تا زمان آزادی، وحید و حبیب باید در شرایطی نگهداری شوند که با موازین بین‌المللی همخوانی داشته باشد و به پزشک دسترسی داشته باشند.